# Ораби, Абдельрахман
Абдельрахман Салах Ораби Абдельгавад (араб. عبد الرحمن صلاح عرابي‎; род. 9 октября 1987, Каир, Египет) — египетский боксёр-любитель выступающий в полутяжёлой весовой категории (до 81 кг). Двукратный участник Олимпийских игр (2016, 2020), чемпион Африканских игр (2019), серебряный призёр Африканских игр (2015), серебряный призёр чемпионата Африки (2015), чемпион Средиземноморских игр (2018), многократный победитель и призёр национального первенства в любителях.

## Любительская карьера
В сентябре 2015 года завоевал серебряную медаль на Африканских играх в Браззавиле.
В августе 2016 года на Олимпийских играх в Рио-де-Жанейро (Бразилия), в первом раунде соревнований потерпел поражение (со счётом 1:2) от опытного хорвата Хрвойе Сепа.
В марте 2020 года занял 1-е место на Олимпийском квалификационном турнире от Африки и прошёл квалификацию к Олимпиаде 2020 года.
И в июле 2021 года на Олимпийских играх в Токио (Япония), в 1/8 финала соревнований потерпел поражение (со счётом 0:5) от опытного англичанина Бенджамина Уиттекера, — который в итоге стал серебряным призёром Олимпиады 2020 года.
В сентябре 2023 года, в Дакаре (Сенегал) стал победителем Африканского Олимпийского квалификационного турнира, и завоевал лицензию на очередные Олимпийские игры 2024 года в Париже (Франция).